# Harsiesis chalybe
Harsiesis chalybe är en fjärilsart som beskrevs av James John Joicey och Talbot 1915. Harsiesis chalybe ingår i släktet Harsiesis och familjen praktfjärilar. Inga underarter finns listade i Catalogue of Life.